# D'Artacan
D'Artacan (D'Artacan y los tres mosqueperros - Wanwan sanjushi) è una serie animata di cappa e spada basata sui racconti di Alexandre Dumas. È realizzata con un'impronta comica e con uno stile zoomorfo: tutti i personaggi sono animali, per la maggior parte cani, ma anche alcuni topi, orsi, gatti, maiali.
Sono state realizzate due serie, entrambe di 26 episodi: D'Artacan nel 1981, frutto di una co-produzione ispano-giapponese, e Il ritorno di D'Artacan nel 1991, realizzata con collaborazioni coreane. Talvolta il nome del protagonista viene erroneamente riportato come Dartacan.

## D'Artacan
D'Artacan fu prodotta dalla BRB Internacional e dalla Nippon Animation, si compone di 26 episodi. Fu trasmessa in Spagna e Giappone nel 1981; in Italia arrivò nel 1983, in Inghilterra nel 1985. Trae ispirazione dal romanzo I tre moschettieri di Alexandre Dumas.
La storia racconta del giovane D'Artacan, un impulsivo ragazzo cresciuto in un piccolo paese, che parte per la Parigi del XVII secolo con l'obiettivo di diventare un moschettiere (cioè una guardia reale) al servizio del re di Francia Luigi XIII. In poco tempo diventa amico del più famoso trio di moschettieri (Porthos, Athos, Aramis), s'innamora di Giulietta, cameriera particolare della regina Anna di Austria, ed entra nelle antipatie del cardinale Richelieu.

## Il ritorno di D'Artacan
Il ritorno di D'Artacan fu prodotta nel 1991 da BRB Internacional, Thames Television e Wang Film Productions, e Cuckoo's Nest Studios (Taiwan); si compone di 26 episodi. Trae ispirazione dal romanzo Il visconte di Bragelonne di Alexandre Dumas.
La storia parte dieci anni dopo la serie primaria: D'Artacan e Giulietta si sono sposati, vivono nella periferia di Parigi, ed hanno avuto due bambini; spunta però un nuovo nemico a turbare una vita ormai tranquilla: il fratello gemello del re, che trama per detronizzare il legittimo erede al trono.

## Personaggi
- D'Artacan: ispirato al D'Artagnan dell'opera di Dumas, un simpatico piccoletto dalla testa calda.
- Porthos (Dogos): imponente moschettiere dalla leggendaria forza e dal temperamento passionale.
- Athos (Pontos): moschettiere abile ed esperto.
- Aramis (Amis): è il letterato ed il riflessivo del gruppo dei moschettieri.
- Signor de Treville: Capitano dei moschettieri.
- Giulietta (Juliete): Cameriera della regina e innamorata di D'Artacan, ispirata al personaggio di Constance.
- Pom: Ratto che abita nel palazzo di D'Artacan.
- Cardinale Richelieu: Il primo ministro di Francia.
- Milady: Alleata del cardinale e intrigante nemica dei tre moschettieri.

## Episodi
| Nr. | Titolo originale                         | Titolo RAI                    | Titolo Mediaset                     |
| --- | ---------------------------------------- | ----------------------------- | ----------------------------------- |
| 1   | わんぱくダルタニヤン登場!!               | Il villaggio natale           | D'Artacan parte                     |
| 2   | 謎の黒ひげ剣士                           | In viaggio                    | Il cavaliere misterioso             |
| 3   | はらぺこの都パリ                         | A Parigi                      | La capitale dei sogni               |
| 4   | 天下無敵の三銃士登場                     | Pontos, Dogos e Amis          | Gli invincibili                     |
| 5   | 銃士隊長トレヴィル                       | Il signor Di Treville         | Il signor De Treville               |
| 6   | 三銃士と決闘? ダルタニヤン大いに売り出す | Uno per tutti e tutti per uno | D'Artacan contro i Tre Moschettieri |
| 7   | 愛馬ロフティと再会!!                     | Luigi XIII il giusto          | Luigi il giusto                     |
| 8   | ジュリエット大好き!!デートの秘密         | La passeggiata                | Il segreto di Giulietta             |
| 9   | ジュリエットさらわる!追跡!追跡!大追跡    | Giulietta prigioniera         | Il rapimento di Giulietta           |
| 10  | 大脱走!!ダルタニヤン助けて!!             | L'isola di San Luigi          | La grande evasione                  |
| 11  | ミレディにころりダルタニヤン             | La droga di Milady            | Milady l'ipnotizzatrice             |
| 12  | 決戦!!ガイヤール砦                       | Il tranello                   | D'Artacan innamorato                |
| 13  | チュー友ボム公初登場                     | L'amico Pom                   | Un nuovo amico                      |
| 14  | 百パーセントの片想い                     | Alla ricerca di Giulietta     | Alla ricerca di Giulietta           |
| 15  | ダルタニヤンの初手柄                     | L'incontro                    | La grande impresa                   |
| 16  | 短剣を盗んだ女                           | I diamanti della regina       | Le lacrime della regina             |
| 17  | ダルヤニヤン海を渡る                     | Londra                        | Il collier scomparso                |
| 18  | 急げワルツの鳴る前に                     | La sera del ballo             | Il grande ballo                     |
| 19  | 銃士の星をめざせ                         | Da cadetto a moschettiere     | La grande prova                     |
| 20  | 鏡のうらの秘密                           | Il furto degli specchi        | Il falcone azzurro                  |
| 21  | 謎のゆうれい船の正体は?                  | A caccia del Falcone Azzurro  | Il vascello fantasma                |
| 22  | ダルヤニヤンと宝島                       | L'isola                       | Il sogno di D'Artacan               |
| 23  | ノートルダムの鐘を鳴らすな!!             | L'artista del circo           | Le campane non suoneranno           |
| 24  | アトスのニセ伯爵                         | L'impostore                   | Il falso Rochefort                  |
| 25  | ミレディーのシビレ薬                     | In Spagna                     | Il veleno di Milady                 |
| 26  | おめでとう銃士ダルタニヤン               | Finalmente moschettiere       | D'Artacan il moschettiere           |

## Distribuzione
- Spagna: trasmessa nel 1981, titolo originale: D'Artacan y los tres mosqueperros; 2ª serie El retorno de D'Artacan.
- Giappone: trasmessa nel 1981, titolo: Wanwan Sanjushi (ワンワン三銃士).
- Italia: trasmessa nel 1983, titolo: D'Artacan; 2ª serie: Il ritorno di D'Artacan.[1]
- Svizzera: trasmessa su RSI nel 1991 con il primo doppiaggio, titolo: D'Artacan;[2]
- Regno Unito: trasmessa nel 1985 con il titolo di: Dogtanian and the Three Muskehounds; 2ª serie: The Return of Dogtanian
- Francia: trasmessa nel 1984 per TF1 nel programma "Vitamine" con il titolo: Les 3 Mousquetaires; 2ª serie: Au Service de sa Majesté
- Portogallo: trasmessa da RTP (Rádio e Televisão de Portugal) con il titolo: Dartacão e os Três Moscãoteiros
- Brasile: trasmessa nel 1984 da "TV Manchete" con il titolo: D'Artagnan e os Três Mosqueteiros
- Sudafrica: trasmessa dalla SABC (South African Broadcasting Corporation) con il titolo di Brakenjan
- Germania: titolo D'Artagnan und die drei Musketiere
- Polonia: titolo Kolme Muskettikoiraa; 2ª serie Dogtanian i Trzej Muszkieterowie
- Israele: titolo Shloshet Hamusketerim
- Svezia: titolo D'Artacan
- Svizzera Italiana trasmessa da RSI con il titolo D'artacan (doppiaggio RAI)

### Edizioni home video
Le pubblicazioni in versioni DVD della serie da parte della BRB Internacional sono state piuttosto diversificate e distribuite nel tempo (a partire dal 1999 fino al 2004), ma hanno riguardato solamente le versioni in lingua spagnola ed inglese. Anche il seguito è stato pubblicato, nel 2005, ma anche stavolta soltanto nelle lingue spagnola ed inglese. Tuttavia l'edizione DVD delle serie o dei lungometraggi animati è presente anche in altri paesi, come in Francia, ma sono a cura di aziende locali.

## Sigla
In buona parte delle localizzazioni si è sfruttata la base musicale della sigla originale spagnola (composta da Guido e Maurizio de Angelis), traducendo e adattando il testo. Anche in Italia è accaduto così al primo passaggio sulle reti Rai (sigla D'Artacan, gruppo I Tre Moschettieri, voce Benedetta Serafini, testo Cesare De Natale, etichetta KTR 1983). Successivamente la serie venne trasmessa dalla Fininvest, e vennero realizzate altre sigle: per la prima serie "D'Artacan", cantata da Cristina D'Avena con il coro dei Piccoli Cantori di Milano, su testo di Alessandra Valeri Manera e musica di Enzo Draghi (che ha partecipato anche nel coro), etichetta Five settembre 1991; per la seconda serie "Il ritorno di D'Artacan", su testo di Alessandra Valeri Manera e musica, questa volta, di Carmelo Carucci, cantata ancora da Cristina D'Avena ma con solo il coro dei Piccoli Cantori di Milano. Infine venne realizzata un'ulteriore sigla per l'edizione in VHS della De Agostini (per la collana: "Storie e Cartoni TV") dal titolo: "Il meraviglioso mondo di D'Artacan", cantata sempre dal coro dei Piccoli Cantori di Milano, testo Alessandra Valeri Manera, musica Vincenzo Draghi, 1991.